# St. Johannes Evangelist (Hildesheim)

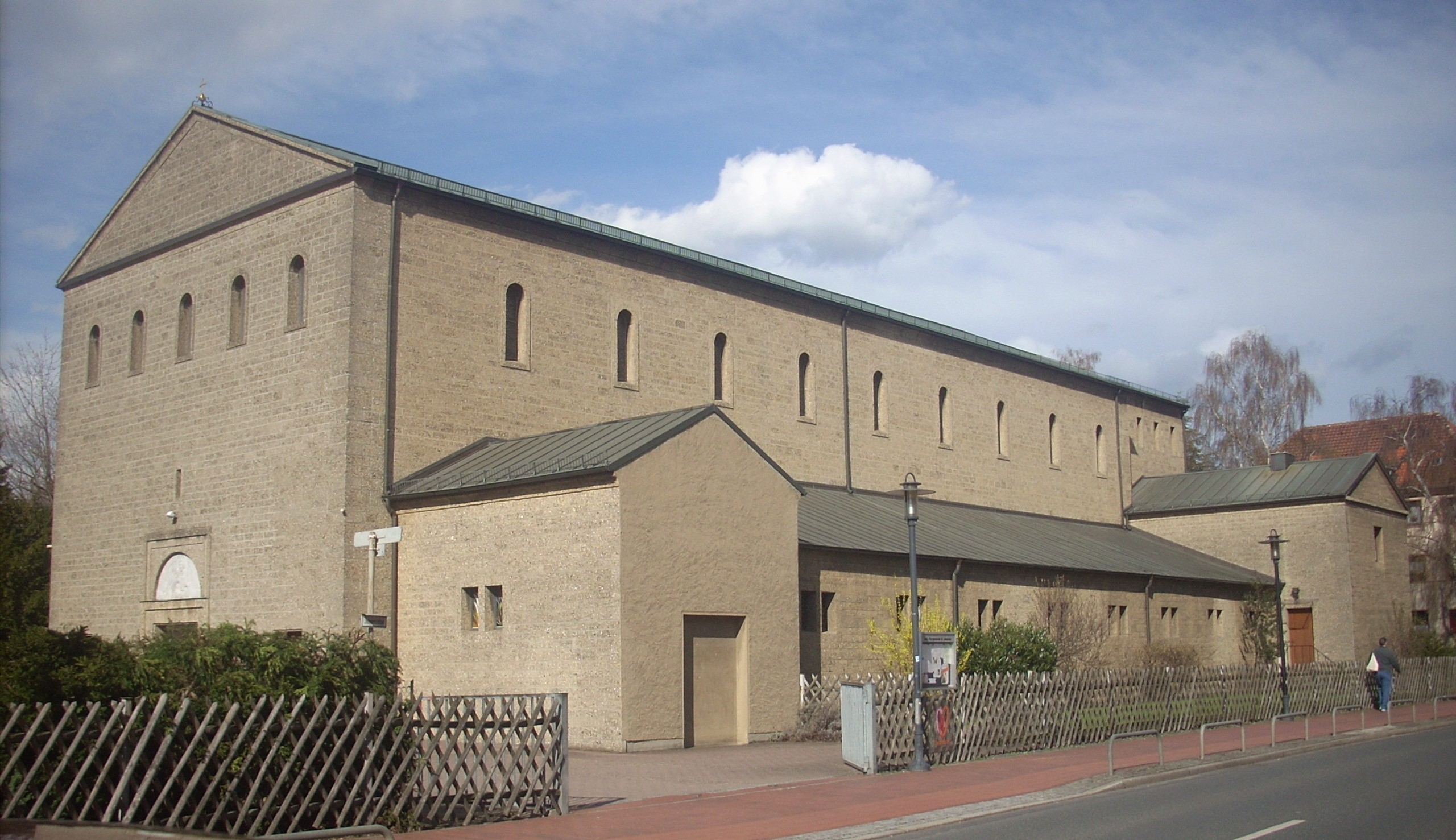
Die römisch-katholische Kirche St. Johannes in Hildesheim (Nordstadt)

Sankt Johannes Evangelist, auch St. Johann genannt, ist eine römisch-katholische Kirche in der Hildesheimer Nordstadt. Sie gehört heute zur Pfarrgemeinde Mariä Lichtmess im Dekanat Hildesheim des Bistums Hildesheim.

## Geschichte
Die Wurzeln von St. Johann reichen bis auf die Amtspfarrei Steuerwald zurück, die 1803 mit der Säkularisation aufgehoben wurde und deren katholische Christen an die Pfarrei St. Martinus in Himmelsthür überwiesen wurden.
Bis zur einsetzenden Industrialisierung in der zweiten Hälfte des 19. Jahrhunderts hatte es zwischen der selbstständigen Domäne Steuerwald und der Stadt Hildesheim kaum Berührungspunkte gegeben. Durch die Anlage der Eisenbahnstrecken (1846–1888) und später des Kanals und Hafens (1920–1928) mit Hildesheim als Verkehrsknotenpunkt sowie durch Gründung der Eisengießerei und anderer Fabriken hatte sich die Stadt in nördlicher Richtung weiträumig ausgedehnt. Staatlicherseits wurde darauf 1912 mit dem Erwerb der Domäne Steuerwald und deren Eingemeindung in die Stadt reagiert. 
Bereits ein Jahr später wurden die katholischen Christen auf der Domäne von St. Martinus in Himmelsthür in die Kirchengemeinde  St. Bernward in Hildesheim eingepfarrt. Deren Seelsorgebezirk war die gesamte Nordstadt, in der vor allem Eisenbahn- und Industriearbeiter ansässig waren, einschließlich Steuerwald.
Nach dem Zweiten Weltkrieg weitete sich Hildesheim durch neue Wohngebiete in alle Richtungen aus. Im Bereich der Nordstadt waren es vor allem einheimische Arbeitskräfte und weniger Heimatvertriebene, die aus der Innenstadt in die Nordstadt zogen. So entstanden neue Siedlungsbereiche in unmittelbarer Nähe zur Martin-Luther-Straße.
Während des Wiederaufbaus der im Krieg zerstörten Pfarrkirche St. Bernward wurde im Zentrum der sich entwickelnden Siedlungen auch die 1950 geweihte Kirche St. Johann errichtet. Am 1. Juli 1950 erfolgte zunächst die Bildung einer Kirchengemeinde und am 1. April 1961 die Erhebung zur Pfarrei St. Johannes (Evangelist). Der Pfarrsprengel von St. Johann umfasste den nördlichen Stadtteil jenseits der Bundesbahn und über die eigentliche Wohngebiete der Nordstadt hinaus die Industriezentren am Römer- und Cheruskerring sowie das Hafengebiet und den Flugplatz.
Seit der Industrialisierung wurde die Nordstadt und später damit auch die Pfarrei St. Johann vorwiegend durch die ortsansässigen Arbeiter und dem relativ hohe Anteil von katholischen Christen aus dem europäischen Ausland geprägt.
Am 1. November 2006 wurde im Norden von Hildesheim die Pfarrgemeinde Mariä Lichtmess errichtet. In diesem Zusammenhang wurden die Pfarrgemeinden St. Nikolaus in Drispenstedt und St. Johann aufgehoben und der neu errichteten Pfarrgemeinde zugeordnet, zu der bei der Gründung etwa 5200 Katholiken zählten. St. Johann ist seitdem eine Filialkirche von Mariä Lichtmess.

## Architektur und Ausstattung
Die Kirche wurde nach Plänen des Architekten Wilhelm Fricke (1890–1964) aus Hannover erbaut, der in den 1950er Jahren auch den kriegszerstörten Hildesheimer Dom wieder aufbaute. Die geostete, turmlose Kirche ist einer dreischiffigen römischen Basilika nachempfunden. Über dem Hauptportal befindet sich ein halbrundes Tympanon mit einem Relief des Kirchenpatrons und der Jahreszahl MLM – 1950. Bronzene Kreuzwegstationen (1985) und Steinfiguren der zwölf Apostel sowie des Apostels Paulus und des Bischofs Bonifatius auf den Podesten der tragenden Säulen (1989) wurden von Joseph Krautwald geschaffen.

## Weitere katholische Einrichtungen im Einzugsgebiet von St. Johannes Evangelist
Der  Johannishof wurde 1952 eröffnet und bestand bis 1984 als Kinderheim. Seitdem wird das Gebäude von der Caritas als Wohnheim für Menschen mit geistiger Behinderung genutzt.